# زورقک تریتونیس
زورقک تریتونیس (نام علمی: Cymbium tritonis) نام یک گونه از سرده زورقک‌ها است.